# Dolmens de la pointe de Toulvern
Pour l'autre dolmen situé sur la pointe de Toulvern, voir Dolmen de Mané-Ven-Guen.
Les dolmens de la pointe de Toulvern, également dénommés dolmens de Lann Toulvern, sont deux dolmens situés à Baden, dans le Morbihan en France.

## Localisation
Les dolmens sont situés dans un bois du sud de la pointe de Toulvern, à environ 340 m à vol d'oiseau au sud-sud-ouest du dolmen de Mané-Ven-Guen, à l'ouest de la route de Toulvern.

## Description
Le premier dolmen, au nord, compte encore trois dalles de couverture, recouvrant partiellement le couloir et la chambre funéraire. Elles reposent sur des murets de pierres sèches. Le couloir mesure environ 5,5 m de longueur pour 1 m de largeur, tandis que la chambre, de forme grossièrement circulaire, mesure environ 2,2 m de diamètre.
Le deuxième dolmen, au sud, ne compte plus qu'une seule dalle de couverture. Le couloir mesure environ 4 m de longueur pour 1 m de largeur, tandis que la chambre, de forme grossièrement circulaire, mesure environ 2,5 m de diamètre.
Les dolmens, tous deux en mauvais état, sont contenus dans un tumulus encore partiellement visible,.

## Historique
Les dolmens sont inscrits au titre des monuments historiques par l'arrêté du 24 juillet 2023